# Kindu

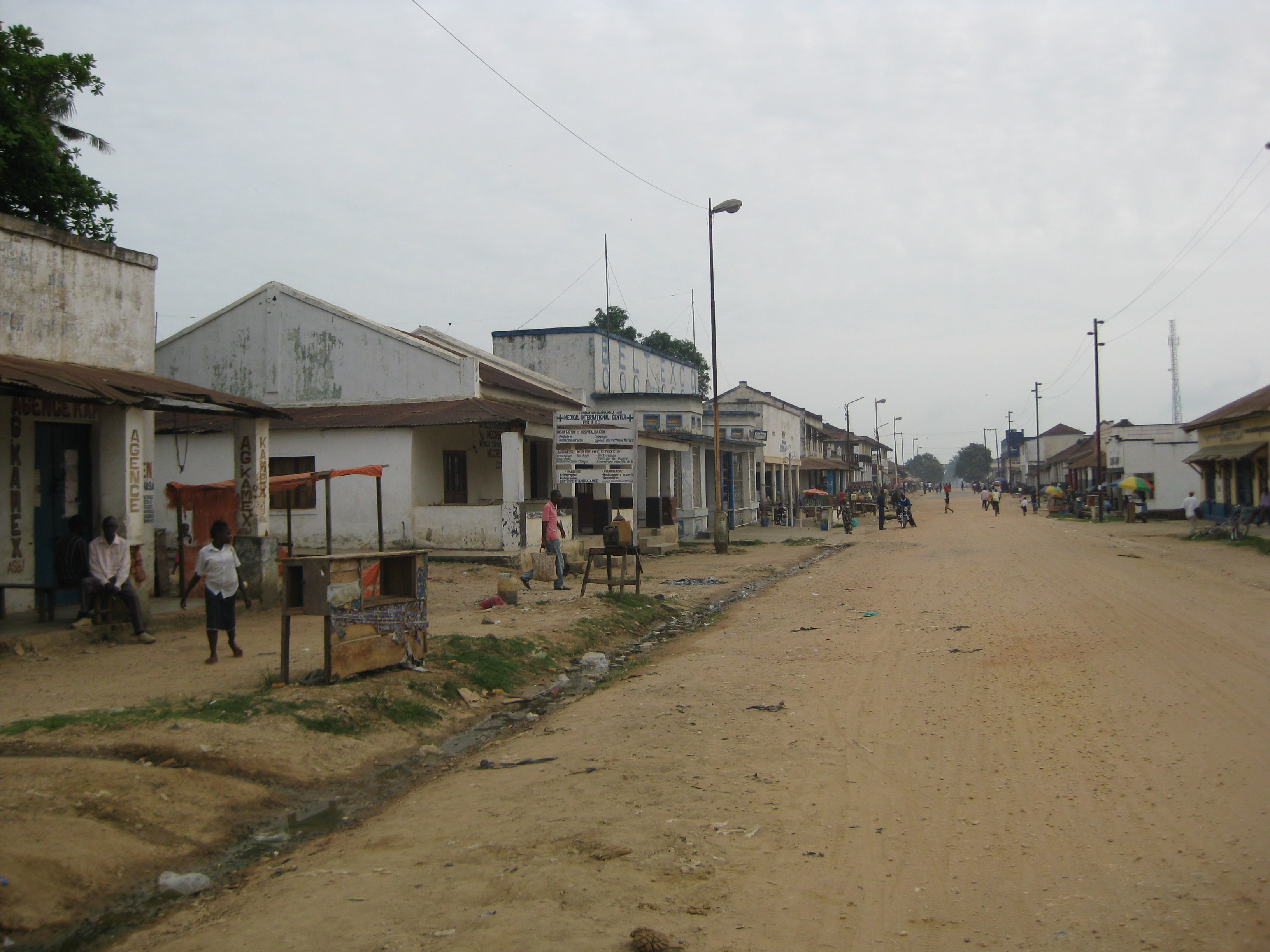
Gata i Kindu.

Kindu är huvudstad (sedan 1951) i provinsen Maniema i östra delen av Kongo-Kinshasa. 2015 var befolkningen cirka 454 000 personer. Staden är en central handelsplats vid Lualaba, en biflod till Kongofloden. Söderut går även en järnvägslinje till Lubumbashi.

## Historia
Henry Morton Stanley kom till denna "märkvärdiga stad" den 5 december 1876.

## Artikelursprung
Den här artikeln är helt eller delvis baserad på material från engelskspråkiga Wikipedia, Kindu, 19 mars 2021.